# Окулов Петро Тимофійович
Петро Тимофійович Оку́лов (нар. 1839, Костромська губернія — пом. 1921) — російський живописець і мозаїст.

## Біографія
Народився у 1839 році в Костромській губернії Російської імперії. З 1857 по 1869 рік був вільним слухачем Петербурзької академії мистецтв. З 1867 року навчався мозаїчному мистецтву. За час навчання отримав дві срібні медалі (1863) і велику срібну медаль (1864).
З 1870 року жив у Катеринославі де в гімназіях та училищах викладав малювання. Помер у 1921 році.

## Творчість
Працював в галюзі тематичних картин і портрета. Серед робіт:
- «Гра в шахи»;
- «Видужання».

Твори зберігаються в Дніпровському художньому та історичному музеях. Три роботи зберігаються в Церковно-археологічному кабінеті Московської духовної академії, зокрема:
- Святі апостоли Петро і Павло (1869; папір, олівець, кольорові олівці);
- Спаситель і Пресвята Богородиця з Немовлям (1869; папір, олівець, кольорові олівці)[1].